# Armasjärviolyckan

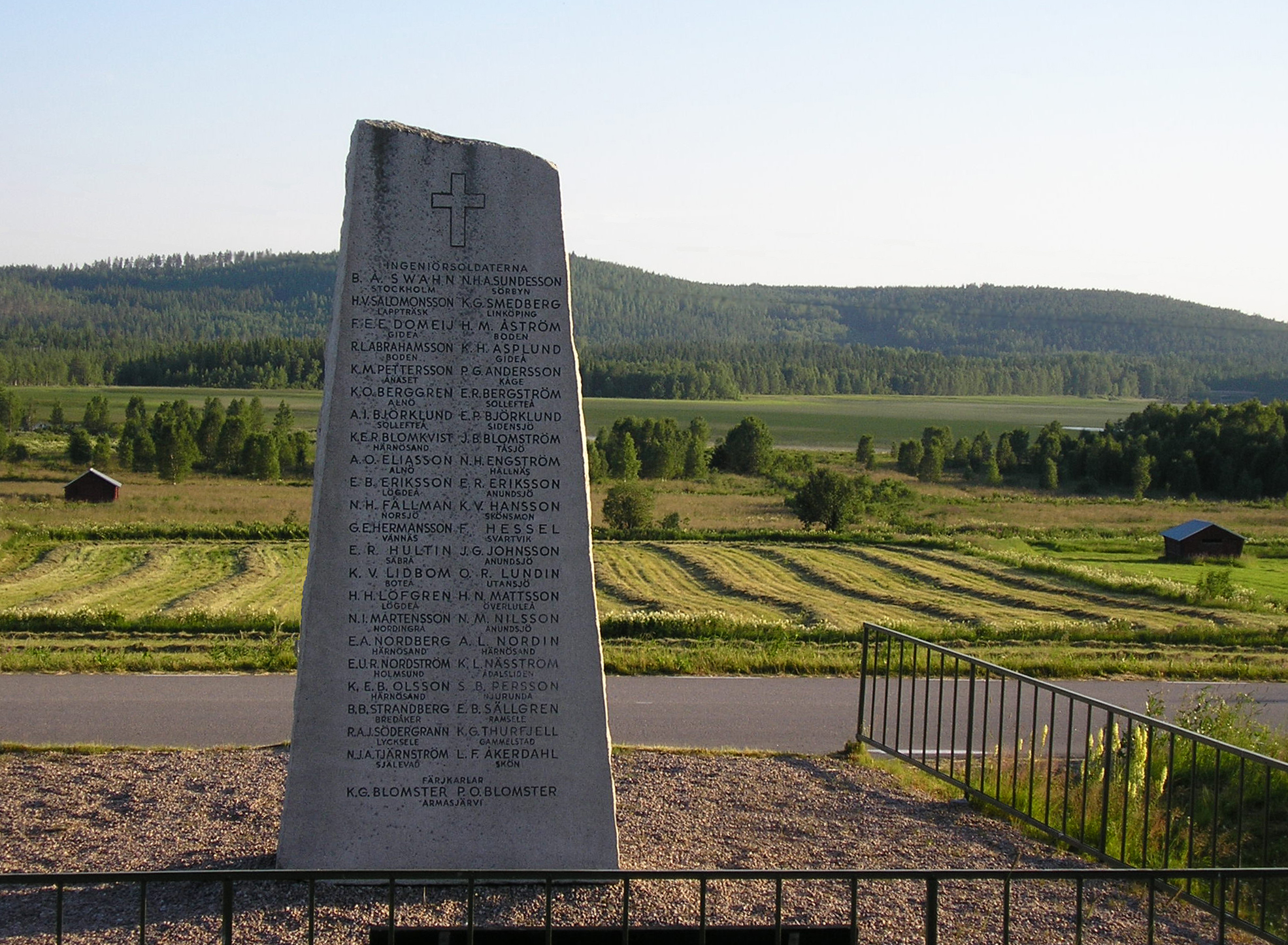
Minnesstenen som restes 1941.

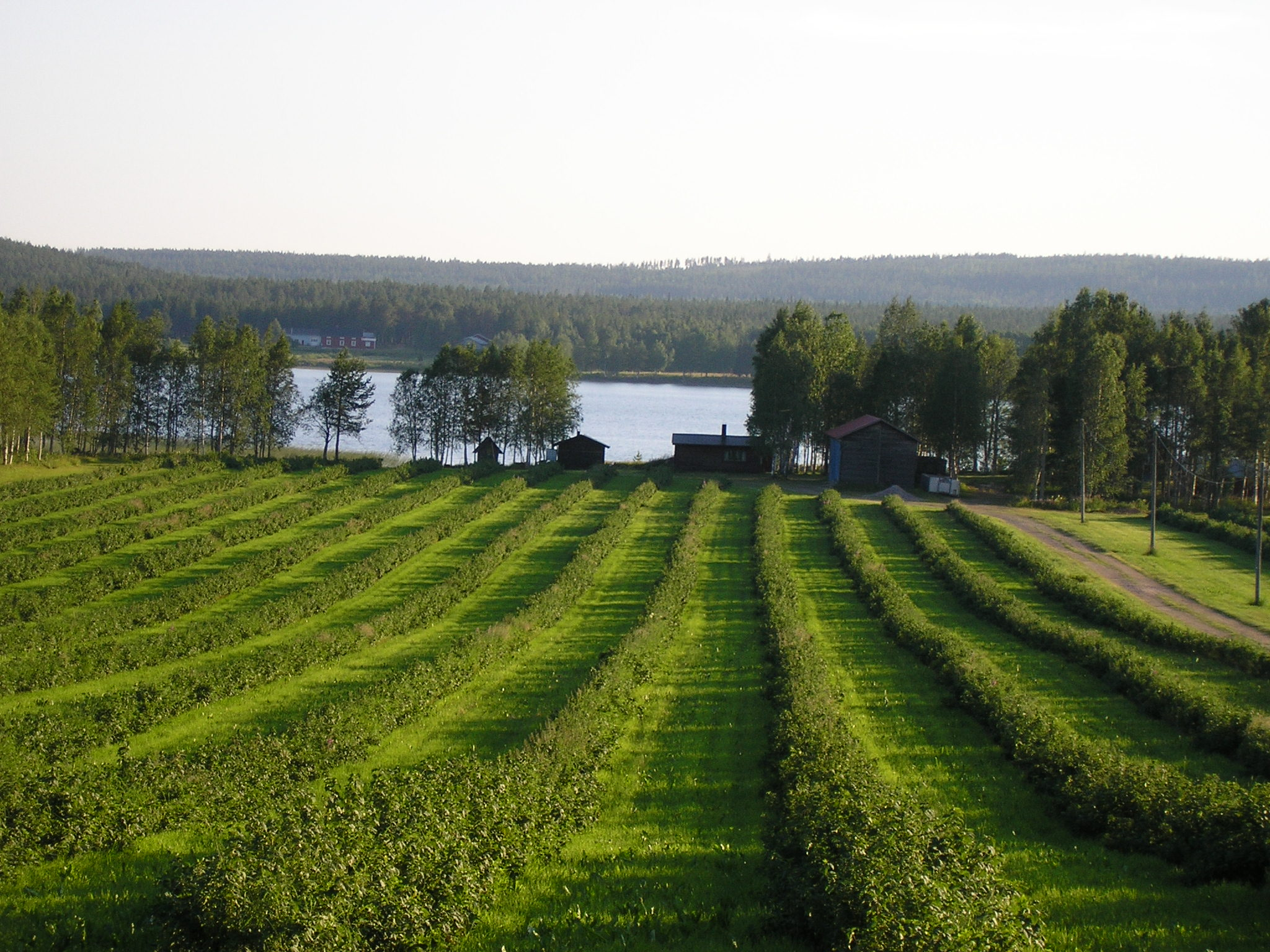
Armasjärvi.

Armasjärviolyckan är en av de svåraste olyckor som drabbat det svenska försvaret i fredstid. Olyckan inträffade under beredskapstiden kvällstid den 24 oktober 1940 på sjön Armasjärvi i Tornedalen, då en färja förliste och 46 män förolyckades.

## Händelsen
Olyckan skedde då ett ingenjörkompani ur Bodens ingenjörregemente skulle färjas över från västra till östra sidan av sjön, där förläggningen låg. Två plutoner, omkring 100 man, blev beordrade att kliva på färjan, trots att färjkarlen protesterat och hävdat att färjan bara var dimensionerad för cirka hälften. Färjan havererade halvvägs ut på den kilometerbreda sjön. Det var iskallt i vattnet, soldaterna var tungt utrustade och det var dessutom hård blåst. 46 män förolyckades, varav 44 soldater och två civila. De två civila var färjkarlen Gösta Blomster och färjkarlens bror Olle Blomster som sett olyckan från stranden och rott ut till olycksplatsen för att rädda nödställda i vattnet. De var 19 respektive 18 år gamla. Offren fördes i kistor till järnvägsstationen i Övertorneå varifrån de sedan transporterades till sina respektive hemorter. Många av de förolyckade var hemmahörande i Västernorrlands län.
Under den krigsrätt som följde anklagades befälet fänrik Ivan Pellijeff för oförstånd i tjänst. Flera överlevande vittnade om att färjkarlen sagt att färjan inte klarade fler än 40-50 personer och man hade uppfattat det som om befälet hade slagit bort anmärkningen med ett skämt. Fänrik Pellijeff frikändes från allt ansvar. En minnessten med de förolyckades namn och hemorter avtäcktes den 6 mars 1941 på sjöns östra strand.
Bodens ingenjörregemente (Ing 3) och senare ingenjörkompaniet vid Norrbottens regemente (I 19) genomförde årligen en traditionsenlig ceremoni till minne av de omkomna. Från 2011 bevarar Norrbottens regemente minnet av ingenjörförbandet i Boden och med stöd av  Ing 3 Kamratförening - Norrlandsingenjören genomförs årligen kransnedläggning samt ceremonier. Den 24 oktober högtidlighålls även genom att datumet är ingenjörkårens högtidsdag (Armasjärvidagen).
Olyckan skildras i filmen 1939 (1989).